# Jonathan Dayton (réalisateur)
Pour les articles homonymes, voir Jonathan Dayton.
Jonathan Dayton est un réalisateur, producteur, scénariste, et directeur de la photographie américain. Il est né le 7 juillet 1957 à Alameda, en Californie. Il est marié à Valerie Faris, réalisatrice, productrice et scénariste.

## Filmographie
- 1983 : The Cutting Edge (TV)
- 1986 : Belinda (vidéo)
- 1989 : Paula Abdul : Straight Up (vidéo)
- 1990 : Janet Jackson : The Rhythm Nation Compilation (vidéo)
- 1991 : Captivated (vidéo)
- 1991 : Extreme (vidéo)
- 1993 : The Jim Rose Circus Sideshow (vidéo)
- 1995 : R.E.M. : Parallel (vidéo)
- 1998 : Mr Show with Bob and david (TV)
- 1999 : Making the Vdeo (TV)
- 2001 : The Smashing Pumpkins "Tonight, tonight" (vidéo)
- 2003 : The Best of R.E.M. (vidéo)
- 2003 : Red Hot Chili Peppers (vidéo)
- 2004 : Weezer (vidéo)
- 2004 : From Janet to Damita (vidéo)
- 2005 : The Check Up
- 2005 : The Offspring complete Music Video Collection (vidéo)
- 2006 : Little Miss Sunshine
- 2012 : Elle s'appelle Ruby (Ruby Sparks)
- 2017 : Battle of the Sexes

## Récompenses
- 2007 : David Lean Award au BAFTA Awards pour Little Miss Sunshine
- 2007 : César du meilleur film étranger pour Little Miss Sunshine
- 2006 : Grand Prix au Festival de Deauville pour Little Miss Sunshine